# Katsuki Umezu
Katsuki Umezu (梅津 克貴 Umezu Katsuki?, nacido el 3 de abril de 1999 en Nara) es un futbolista japonés que se desempeña como centrocampista.

## Trayectoria

### Clubes
| Club               | País  | Año         |
| ------------------ | ----- | ----------- |
| Gamba Osaka        | Japón | 2016 - 2017 |
| Gamba Osaka sub-23 | Japón | 2016 - 2017 |

## Estadística de carrera

### J. League
| Club               | Año   | J. League | J. League | Copa J. League | Copa J. League | Total | Total |
| Club               | Año   | Part.     | Goles     | Part.          | Goles          | Part. | Goles |
| ------------------ | ----- | --------- | --------- | -------------- | -------------- | ----- | ----- |
| Gamba Osaka        | 2016  | 0         | 0         | 0              | 0              | 0     | 0     |
| Gamba Osaka        | 2017  | 0         | 0         | 0              | 0              | 0     | 0     |
| Gamba Osaka sub-23 | 2016  | 6         | 0         | -              | -              | 6     | 0     |
| Gamba Osaka sub-23 | 2017  | 14        | 0         | -              | -              | 14    | 0     |
| Total              | Total | 20        | 0         | 0              | 0              | 20    | 0     |